# Ciocanu
Ciocanu est un village de la commune Dâmbovicioara, dans Județ d'Argeș, en Roumanie. Le nom « Ciocanu » (le « Marteau ») vient de sa forme de marteau, avec la pointe vers la commune Dâmbovicioara. 
Ciocanu est l'une des trois premières localités de Roumanie en termes d'altitude à laquelle se trouvent des établissements humains permanents. Depuis certains endroits de Ciocanu, vous pourrez admirer les Monts Bucegi, Piatra Craiului et Leaota. Le panorama spectaculaire est complété par une combinaison de couleurs extraordinaire. L'herbe est d'un vert intense et le gris des montagnes se perd sous le blanc de la neige permanente.

## Géographie
Ciocanu est situé à la limite nord-est département d'Argeș, à la frontière entre les régions historiques de Munténie et de Transylvanie, au pied des Monts Piatra Craiului, sur la passe Rucăr-Bran. Il est traversé par la route départementale DJ 730 qui relie le village de Ciocanu (Munténie) au village de Șirnea (Transylvanie).

## Histoire

### Légende de la fondation
Les fondateurs légendaires du village de Ciocanu sont Iosif Căciulă, Teche Poponeci et Bucur Stinghe, trois déserteurs de l'armée austro-hongroise qui, au milieu du XIXe siècle, ont acheté toutes ces terres aux anciens Rucăreni. Ils l'ont nommé « Ciocanu » car le village a la forme d'un marteau, avec la pointe vers la commune de Dâmbovicioara, et aujourd'hui, parmi les villageois, les mots « je vais au Pic Ciocanu » ou « cet homme habite au Pic Ciocanu » sont toujours utilisés.

### Ciocanu au début du 20e siècle

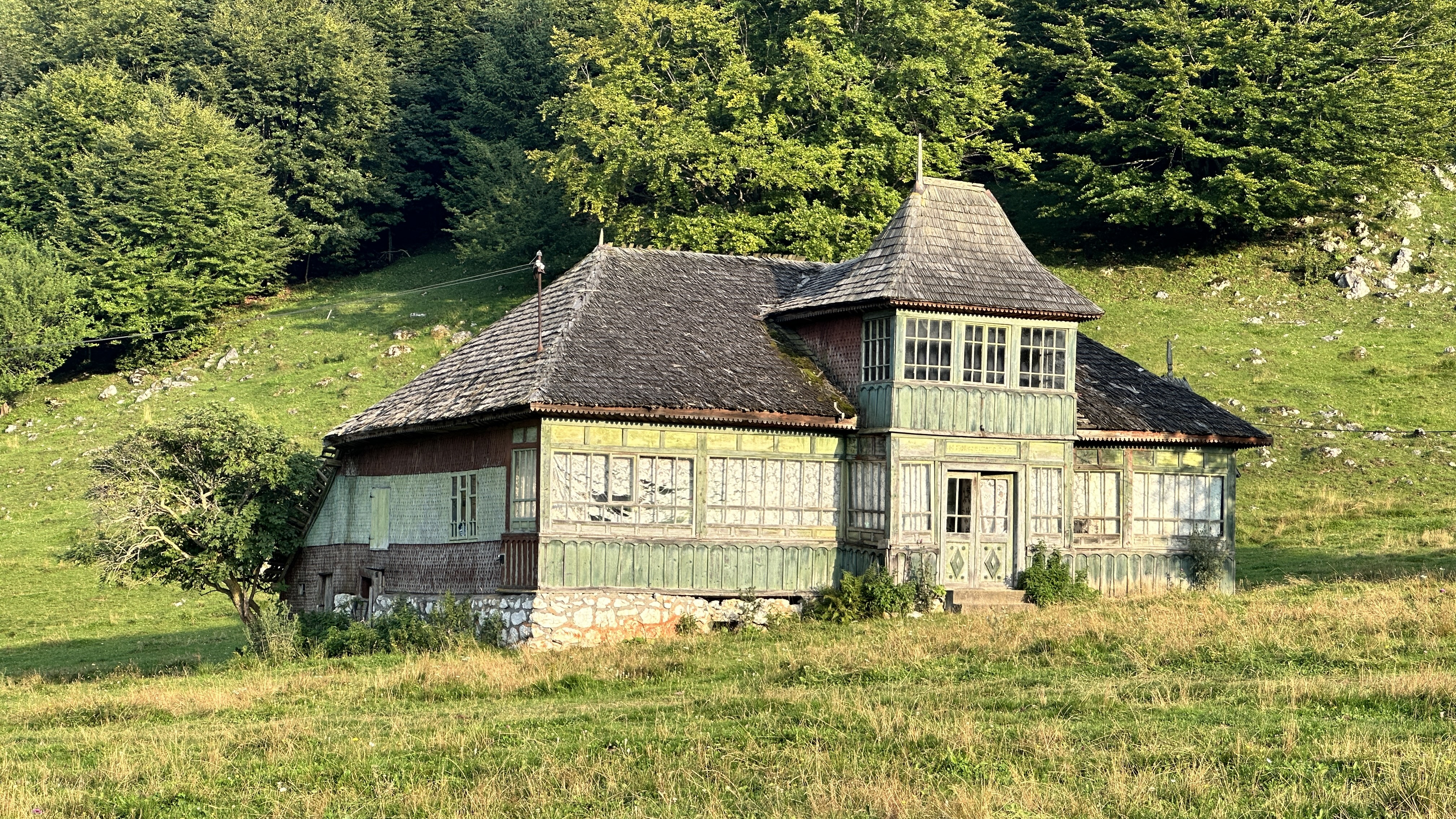
Une maison traditionnelle (abandonnée) du village de Ciocanu

Voici comment le jeune officier Camil Petrescu décrit le village de Ciocanu, où il était cantonné avec sa compagnie sur la ligne de front au début de la Première Guerre mondiale: "D'ailleurs, il n'y a pas dix maisons, toutes avec des vérandas, dispersées sur ces petites collines, recouvertes de pâturages, et elles ressemblent davantage aux maisons de l'autre côté de la frontière qu'à celles du pays roumain."

### Village frontalier
Avant la Grande Union de 1918, entre Ciocanu et Șirnea était la frontière entre le Royaume de Roumanie et l' Autriche-Hongrie, faisant partie de la Douane de Giuvala, parsemée de piquets frontaliers. On l'appelait aussi « Vama Cucului » (la frontière du coucou), plus ironiquement car « un coucou ne pouvait pas avoir de bordure et chantait aux Roumains sur les deux parties séparées par la frontière.»
Depuis l'Antiquité, cette frontière naturelle, en forme de selle, séparait les tribus thraces de fermiers de celles de bergers. En 1377, la selle est mentionnée comme le premier point de douane sur les montagnes, sous le nom de Ruffa Arbour. A la fin du XVIe siècle, le village passa aux mains de Domnița Florica, la fille de Mihai Viteazul, qui prit possession des vieux de Rucăreni.

### Batailles de Ciocanu-Şirnea
Les batailles de Ciocanu-Șirnea ont été parmi les premières actions militaires menées par l'armée roumaine pour l'accomplissement de la Grande Roumanie en 1918.